# Vitaliy Schigolev
Vitaliy Michajlovitsj Schigolev, (Russisch: Виталий Михайлович Щиголев) (Pavlodar, 20 december 1997) is een Kazachse langebaanschaatser.

## Persoonlijke records
| Afstand      | Tijd     | Datum            | Baan           |
| ------------ | -------- | ---------------- | -------------- |
| 500 meter    | 36,71    | 8 maart 2019     | Calgary        |
| 1000 meter   | 1.10,88  | 14 maart 2019    | Calgary        |
| 1500 meter   | 1.45,59  | 16 februari 2020 | Salt Lake City |
| 3000 meter   | 3.46,47  | 9 maart 2019     | Calgary        |
| 5000 meter   | 6.16,90  | 8 februari 2020  | Calgary        |
| 10.000 meter | 13.28,31 | 7 december 2019  | Nur-Sultan     |

(laatst bijgewerkt: 30 juni 2020)

## Resultaten
| Jaar | WK Allround             | WK Afstanden                         | WK Junioren        |
| ---- | ----------------------- | ------------------------------------ | ------------------ |
| 2017 |                         |                                      | 54e 500m 53e 1500m |
|      |                         |                                      |                    |
| 2020 | NC16 (18e, 10e, 18e, -) | 20e 1500m                            |                    |
| 2021 |                         | 14e 1500m 16e 5000m 6e achtervolging |                    |
|      |                         |                                      |                    |
| 2023 |                         | 20e 5000m HF11 massastart            |                    |
| 2024 |                         | HF9 massastart                       |                    |

(#, #, #, #) = afstandspositie op allroundtoernooi (500m, 5000m, 1500m, 10.000m).
NC16 = niet gekwalificeerd voor de laatste afstand, maar wel als 16e geklasseerd in de eindrangschikking